# Гринграсс, Пол
Пол Гри́нграсс (англ. Paul Greengrass; род. 13 августа 1955, Чим, Великобритания) — английский кинорежиссёр, сценарист, продюсер и писатель, коммунист. Обладатель «Золотого медведя» Берлинского кинофестиваля 2002 года за фильм «Кровавое воскресенье».

## Биография
Пол Гринграсс родился 13 августа 1955 года в Чиме (графство Суррей, Великобритания). Окончил Куинз-колледж Кембриджского университета.

## Творчество
Гринграсс наиболее известен как режиссёр второго и третьего фильма серии о Джейсоне Борне — «Превосходство Борна» (2004) и «Ультиматум Борна» (2007). Роль Борна в этих фильмах сыграл Мэтт Деймон. Быть режиссёром четвёртого фильма — «Эволюция Борна» — Гринграсс отказался, и по этой причине из проекта ушёл Деймон (главную роль в спин-оффе сыграл Джереми Реннер). В 2016 году на экраны вышел «Джейсон Борн»: пятый фильм медиафраншизы в целом, четвёртый — с Мэттом Деймоном в главной роли и третий, снятый Гринграссом.
Пол Гринграсс предпочитает снимать на ручные камеры.
В ноябре 2023 года стало известно Пол Гринграсс,снимет роман Ти Джей Ньюмана Погружение: Спасение рейса 1421.

## Фильмография
- 1989 — Воскрешённый / Resurrected
- 1994 — Открытый огонь / Open Fire
- 1996 — Один из ушедших / The One That Got Away
- 1997 — Сговор / The Fix
- 1998 — Теория полёта / The Theory of Flight
- 1999 — Убийство Стивена Лоуренса / The Murder of Stephen Lawrence
- 2002 — Кровавое воскресенье / Bloody Sunday
- 2004 — Превосходство Борна / The Bourne Supremacy
- 2006 — Потерянный рейс / United 93
- 2007 — Ультиматум Борна / The Bourne Ultimatum
- 2007 — Исчезнувшие в солнечном свете / They Marched into Sunlight
- 2010 — Не брать живым / Green Zone
- 2013 — Капитан Филлипс / Captain Phillips
- 2016 — Джейсон Борн / Jason Bourne
- 2018 — 22 июля / 22 July
- 2020 — Новости со всего света / News of the World
- TBA — Потерянный автобус / The Lost Bus
- TBA — Ярость / The Rage

## Награды и номинации
| Премия                              | Год  | Фильм                          | Категория                                  | Результат |
| ----------------------------------- | ---- | ------------------------------ | ------------------------------------------ | --------- |
| «Оскар»                             | 2007 | «Потерянный рейс»              | Лучший режиссёр                            | Номинация |
| «Золотой глобус»                    | 2014 | «Капитан Филлипс»              | Лучший режиссёр                            | Номинация |
| BAFTA                               | 2007 | «Потерянный рейс»              | Лучший британский фильм                    | Номинация |
| BAFTA                               | 2007 | «Потерянный рейс»              | Лучший режиссёр                            | Победа    |
| BAFTA                               | 2007 | «Потерянный рейс»              | Лучший оригинальный сценарий               | Номинация |
| BAFTA                               | 2008 | «Ультиматум Борна»             | Лучший британский фильм                    | Номинация |
| BAFTA                               | 2008 | «Ультиматум Борна»             | Лучший режиссёр                            | Номинация |
| BAFTA                               | 2014 | «Капитан Филлипс»              | Лучший режиссёр                            | Номинация |
| «Выбор критиков»                    | 2007 | «Потерянный рейс»              | Лучший режиссёр                            | Номинация |
| «Выбор критиков»                    | 2014 | «Капитан Филлипс»              | Лучший режиссёр                            | Номинация |
| «Выбор критиков»                    | 2021 | «Новости со всех концов света» | Лучший адаптированный сценарий             | Номинация |
| «Независимый дух»                   | 2003 | «Кровавое воскресенье»         | Лучший иностранный фильм                   | Номинация |
| «Сатурн»                            | 2008 | «Ультиматум Борна»             | Лучший режиссёр                            | Номинация |
| «Спутник»                           | 2014 | «Капитан Филлипс»              | Лучший режиссёр                            | Номинация |
| «Спутник»                           | 2021 | «Новости со всех концов света» | Лучший адаптированный сценарий             | Номинация |
| Берлинский кинофестиваль            | 1989 | «Воскрешённый»                 | Золотой медведь                            | Номинация |
| Берлинский кинофестиваль            | 1989 | «Воскрешённый»                 | OCIC Award                                 | Победа    |
| Берлинский кинофестиваль            | 1989 | «Воскрешённый»                 | Interfilm Award – Otto Dibelius Film Award | Победа    |
| Берлинский кинофестиваль            | 2002 | «Кровавое воскресенье»         | Золотой медведь                            | Победа    |
| Берлинский кинофестиваль            | 2002 | «Кровавое воскресенье»         | Приз экуменического жюри                   | Победа    |
| Венецианский кинофестиваль          | 2018 | «22 июля»                      | Золотой лев                                | Номинация |
| Венецианский кинофестиваль          | 2018 | «22 июля»                      | SIGNIS Award – Особое упоминание           | Победа    |
| Национальный совет кинокритиков США | 2021 | «Новости со всех концов света» | Лучший адаптированный сценарий             | Победа    |
| Премия Гильдии режиссёров США       | 2014 | «Капитан Филлипс»              | Лучший режиссёр                            | Номинация |
| Премия Гильдии сценаристов США      | 2007 | «Потерянный рейс»              | Лучший оригинальный сценарий               | Номинация |
| Премия Гильдии сценаристов США      | 2021 | «Новости со всех концов света» | Лучший адаптированный сценарий             | Номинация |